# 西安奔驰新车漏油维权事件
西安奔驰新车漏油维权事件（部分媒体称为奔驰车主哭诉维权事件）是2019年4月于中国陕西省西安市发生的维权事件。车主薛春艳与西安利之星汽车有限公司签订了分期付款购买奔驰CLS300汽车购车合同，在3月27日提车后发现其发动机存在问题，与利之星4S店多次协商退换车辆未果，后到利之星4S店维权。此次事件的相关视频于4月11日开始在网络上流传，引发舆论关注。4月17日，当事双方已达成和解协议。5月27日，西安市高新區市场监管部门對西安利之星汽車有限公司罰款100萬元。

## 背景

### 涉事经销商
涉事的经销商为西安利之星汽车有限公司，其股东分别为中星集团有限公司和西安航空发动机集团天鼎有限公司，中星集团拥有该公司的绝对控股权（75%）。该公司为中星集团旗下利星行汽车的成员企业，其法定代表人颜健生亦同时担任其余127家企业的法定代表人。该店虽然号称“西安最大的奔驰4S店”，但在事件发生前曾曝光过多宗问题，包括汽车质量问题、暴力保养、店员卷款逃跑、陌生男子轻易开走车辆、因欠款遭堵门等，在2015年至2018年间，西安利之星涉诉讼达17起。

### 薛春艷
媒體报道提及一個案外案，车主薛春艷时多次使用其化名，包括王倩、W女士、刘女士、王静等。《扬子晚报》在报道中則使用其真實姓氏“薛女士”，《上觀新聞》報道上海競集公司糾紛時提及薛春艷為“薛某艷”。奔驰新车漏油维权事件發生後，薛春艷又因所任職公司糾紛被媒體注意。
薛春艷曾与徐某在上海开立“上海竞集文化发展有限公司”，薛擔任監察人，另外，薛春艳也是西安守艺餐饮管理有限公司的最终受益人，控股39%。上海竞集文化发展有限公司在闵行区爱琴海购物公园开设“竞集守艺人”的美食广场。公司在經營美食廣場時曾與入駐商戶產生糾紛，同時拖欠廣告招牌商貨款和房東房租，商戶遂陸續撤離美食廣場，廣場僅開業兩個月就停運。2019年7月央視法律頻道以兩集節目探討薛春艷的美食廣場案件，節目中律師團講評認為從種種情報以及奔驰維權事件，可看出這位薛春艷是一種「老江湖」性格善於在偏鋒邊緣行事獲取自身最大利益，美食廣場事件中其與合夥者對商戶態度惡劣且商場規畫粗糙造成營運失敗，但態度惡劣和規劃粗糙並無犯法，她大可以生意失敗、生意有風險來開脫商戶投資損失很難定她詐欺罪，公司註冊資本也只有10萬元，10萬賠完了事。公司也註冊在她老母親名下，顯見事前做好脫身準備，此事只能用民事訴訟技巧中的突破法人型訴訟，也許能將她個人財產納入賠償但是一場漫長官司。拖欠廣告招牌商款項比較明確可勝訴，但薛女曾丟出一份長期還款合約，構築出正在協商的假象，以為法庭辯駁留後路，顯見其有豐富商場手段並懂一些法律。
後薛春艷和另一位徐某被拖欠合同款的美食廣場供應商以涉嫌职务侵占罪起訴，警方調查帳目後認定薛春艷方面不構成刑事犯罪，而民事訴訟部分由雙方進入法律解決。2019年9月，薛春艷再次因違約遭到起訴。
薛春艳因西安奔驰新车漏油维权事件走红后，与西安一技工学校签百万年薪合同，但在2020年5月，薛被校方指控毁约並遭索赔364万元。對此薛春艳回應稱，因自己受到误导才會誤簽合同。

## 经过

### 维权

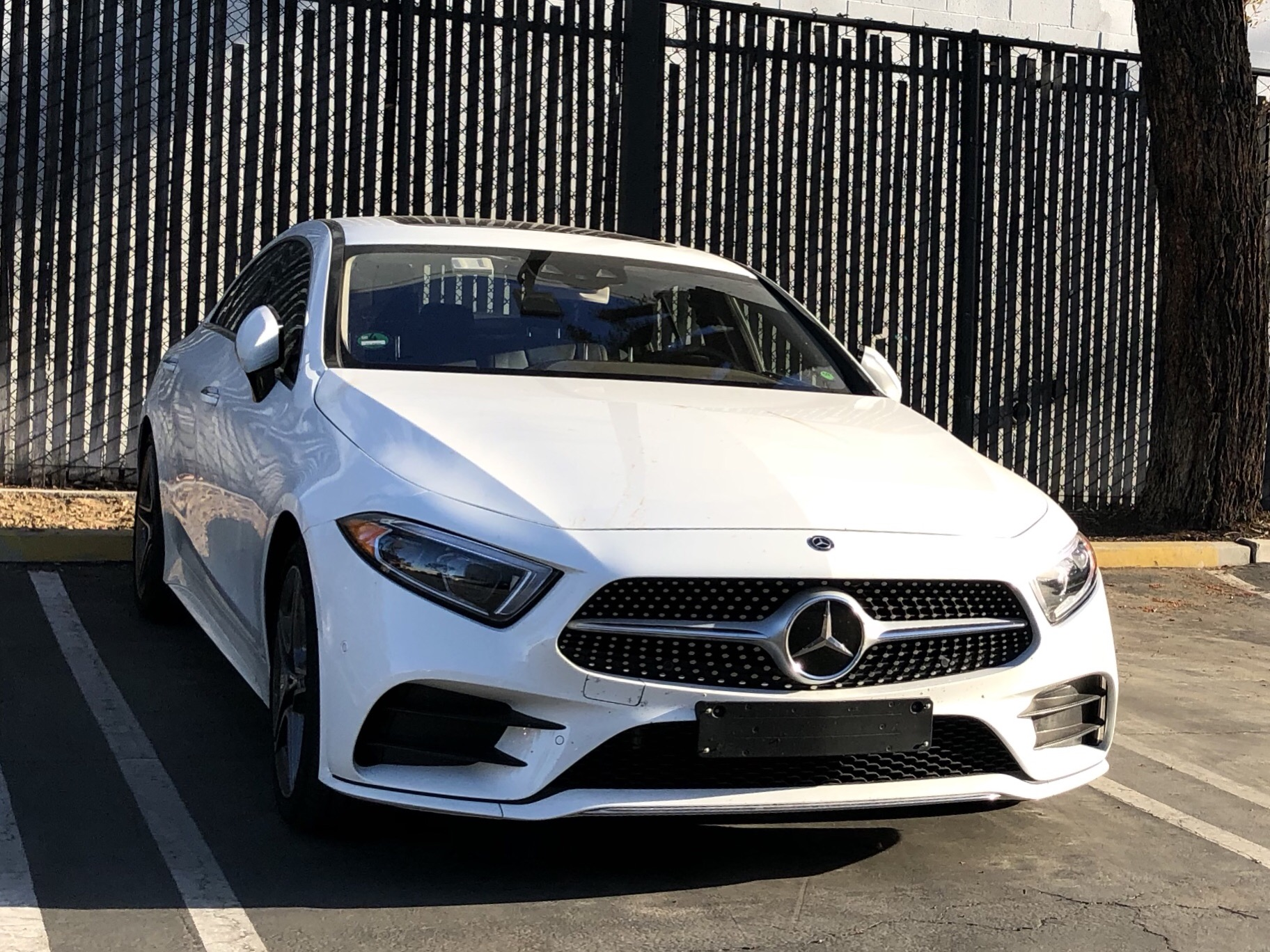
涉事车型CLS300

2019年2月25日，薛春艷与西安利之星4S店签订了分期付款购买奔驰CLS300汽车的购车合同。该车的裸车价为58万元（人民币，下同）左右，加上贷款手续费及其它费用，合计66万左右。3月27日，薛春艷提车后，在开车回家路上发现汽车仪表盘的机油故障灯亮起。3月28日上午，销售人员称“车要做系统升级”，下午又表示车辆发动机漏油。但薛春艷和家人小磊（化名）并没有同意，要求退款或换车，销售人员称需等待3天，一直到4月1日，销售人员告诉小磊，称“退款比较麻烦”，请求是否可以换车并给予补偿。于是薛春艷和小磊同意了这一请求。4月4日，销售人员改变说法，称“希望给车辆换一个发动机，再给一定补偿”，但没有同意，至4月8日，薛春艷和小磊再次打电话，销售人员称“根据国家三包政策，只能换发动机”，投诉未果。
4月9日，薛春艷向陕西省市场监管局12315指挥中心、西安市12345热线电话投诉，并再次赴店维权，诉请退款退费。西安市高新区市场监管部门接到线索后安排处理，并联系利之星4S店，要求依法妥善解决消费者投诉。由于投诉涉及车辆质量，西安市高新区市场监管部门联系到陕西省汽车质量争议处理中心作出协作处理。工商和质监机构分别前去了解，店当晚答复确有此事但已协商好，双方签订处理协议但具体方案不方便透露。4月11日，该车主在4S店维权的视频被大量转发。
4月14日，媒体曝光西安利之星4S店在销售环节中私收“金融服务费”，转入个人微信号，涉嫌销售欺骗。

### 官方介入调查
4月11日，西安市高新区市场监管部门电子商城工商所执法人员前往利之星4S店内进行调查处理，现场调取了车辆销售合同、进口证明书等资料，对车辆信息进行核对。执法人员亦与薛春艷沟通进一步了解情况。翌日上午，西安市高新区市场监管部门召开专题会，表示对利之星4S店涉嫌质量问题进行立案调查，对涉事车辆进行依法封存，并委托法定检测机构进行技术检测。同时决定对利之星4S店负责人行政约谈，并要求该店通知其总部协助进行调查。
4月13日上午，薛春艷与调查组见面，进一步提出了维修期间没有给车主配备用车、买车时被欺瞞強刷“金融服务费”1.5萬人民幣且没开发票等问题，并提出八点诉求。同日下午，西安市高新区市场监管部门组织利之星4S店负责人与投诉人对话协商，力求促成双方达成解决问题的一致意见，当晚西安市市场监管部门再次召开会议，要求对消费者新提出的诉求和证据调查核实后作出处理。同日，薛女士表示利之星4S店员工曾打电话给她，希望其不要接受媒体采访，要与4S店“口径一致”，并称会“保护你”。
4月14日，西安市高新区市场监管部门对北京梅赛德斯—奔驰销售服务有限公司派到西安处理此次事件的专门工作小组进行了行政约谈，要求其与利之星4S店一同配合市场监管部门调查，主动与投诉人取得联系并解决问题。
4月15日，陕西省消协表示“消费者在不知情的情况下被收金融服务费不合法”。同日，中国银行保险监督管理委员会表示已要求北京银保监局对梅赛德斯-奔驰汽车金融有限公司是否存在通过经销商违规收取金融服务费等问题开展调查。4月16日，西安市市场监管局决定成立专案组调查该事件，同时税务部门将对相关收据进行核查。
4月16日，税务部门公布调查结果。经税务部门调查，奔驰4S店私收的“金融服务费”，是消费者与4S店的第三方签订的垫资服务协议，由第三方公司陕西元胜汽车贸易有限公司派驻在西安利之星4S店的工作人员收取。翌日下午，西安市市场监管部门宣布，将对陕西元胜汽车贸易有限公司是否具备从事汽车信贷服务和代办贷款申报服务的资质问题展开调查。

### 奔驰官方反应
4月13日，奔驰官方微博发布声明称，该公司“已派专门工作小组前往西安，将尽快与客户预约时间以直接沟通，力求在合理的基础上达成多方满意的解决方案”。4月14日，奔驰金融公司回应称“尊重并依照相关法律法规开展业务运营，不向经销商及客户收取任何金融服务手续费”。并表示奔驰多次要求经销商在其独立经营的过程中要诚信守法，确保消费者的合法权益。
4月16日，戴姆勒中国区主管、北京奔驰销售服务公司总裁兼CEO倪恺在上海车展上，就此次事件表示歉意，他表示：“这一事件是偶然的孤立事件，并不说明奔驰存在广泛问题。从情感角度来看，无论是经销商还是厂商都应该吸取这次的教训”。同日，奔驰官方微博再次发表声明，将对相关经销商的经营合规性展开调查。在结果公布前，暂停西安利之星的经销商资格。在暂停其经销商资格后，西安利之星销售展厅正门紧闭，新车全部被清空，且有車主前來店內進行維權。有客户建立維權微信群，吸引多名車主加入群聊。其中一個名為“西安利之星金融服務費維權群”內已有300餘人，群成员均提出要求经销商退回金融服務費，還有車主稱曾被該店強賣裝潢。对此西安利之星一名工作人員回復稱暫時只能對相關情況進行登記。

### 达成和解
4月16日，当事双方达成换车补偿等和解协议，具体协议内容如下：
1. 双方同意由西安利之星在30日内为车主更换一辆全新梅赛德斯-奔驰CLS300动感型轿跑车版车辆。车主应在本协议签订次日将原车辆随附文件交付西安利之星，并及时将原车辆过户至西安利之星名下。
2. 西安利之星负责敦促第三方机构免除并返还垫资服务、代办挂牌、抵押登记等服务费共15575元。
3. 西安利之星就更换的全新梅赛德斯-奔驰CLS300动感型轿跑车为车主提供到店专人服务、以及不低于原车辆标准的装修。
4. 西安利之星在本协议签订后次日向乙方支付自2019年3月27日起算的交通补偿费共计10000元。
5. 西安利之星自愿在车主农历生日时为她承办一场生日会并承担相关费用，同时邀请她前往奔驰厂家参观汽车制造过程。
6. 双方同意仍按照原合同约定事项继续履行；本协议与原合同有冲突之处以本协议为准。本协议生效后，双方对原车辆发动机机油渗漏问题的分歧已全部得以解决。

6月11日，当事人已从4S店提回新车，而她被收取的金融服务费也已被退还。

### 约谈
5月10日，国家市场监督管理总局就此次事件及相关问题约谈奔驰公司负责人，市场监管总局网络交易监督管理司、价格监督检查和反不正当竞争局、质量发展局提出了具体整改要求。市场监管总局要求奔驰要“树立行业表率，诚信守法经营，真正尊重消费者，真正敬畏法律”。而奔驰公司负责人在约谈会上表示“虚心接受政府监管和社会监督，将深刻吸取此次事件教训，反思自身在法律理解适用、售后服务体系建设、经销商管理、收费告知、PDI检测流程、产品质量管控等方面存在的不足”，同时计划向消费者发布《服务公约》和收费清单。
5月23日，奔驰中国及授权经销商发布《服务公约》。其中，奔驰金融公司明确要求经销商不得以奔驰金融公司的名义，或以为客户提供奔驰金融公司金融服务为由收取费用；此外奔驰还推出新车质量保障政策，自开具购车发票之日起60天内或行驶里程3000公里内（以先到者为准），如因产品质量问题导致需要更换主要零部件，消费者可直接要求免费更换同款、同型号新车。
5月27日，西安市高新區市场监管部门對西安利之星汽車有限公司罰款100萬元。
9月11日，北京银保监局公布行政处罚信息公开显示，梅赛德斯-奔驰汽车金融有限公司因存在对外包活动管理存在严重不足的违法违规行为，被北京银保监局给予合计80万元人民币罚款的行政处罚。

## 相关评论
新华社及新华网於微博發文為此事件三次批判賓士。而《人民日报》亦就此事评论称“打造健康有序的消费环境，离不开企业提高自我修养、提升管理水平，也需要市场监管部门乃至监测、评级等第三方机构深度参与，从而形成自律与他律的闭环，为消费者带来实实在在的红利”。
《法制日报》评论称“无论何时何事，法律，才是最大的道理。相信并敬畏，才是我们的选择”。中国中央电视台评论“消费者的正常诉求得到企业的正常回应，是消费者的权利，而不是对消费者的格外关照。消费者维权不该如此艰难，有些企业的行为必须得到纠正”。
澎湃新闻评论称“要加强对汽车领域售后服务的监管，让相关的法律法规更加健全，同时让它们长出‘能咬人的利齿’”。《南方都市报》评论称“通过严格（而非放宽）执法倒逼企业产品和服务质量提升，是在为健康、合法、有序的市场竞争保驾护航，也为告别悲情的专业消费维权撑腰打气”。

## 相关事件

### 与奔驰车辆故障相关的维权事件
事发前的2017年3月15日，浙江省杭州市的消费者张女士在杭州中升之星4S店提走了价值65.8万元的奔驰CLS轿车。张女士认为委托4S店代办上牌手续麻烦，车主决定自己亲自验车上牌，但车管所的工作人员认为车辆的轮毂及轮胎都被更换过，涉嫌改装无法完成上牌。而4S店多次给出不同解释，存在“车辆存在新老款交替”、“车辆运输过程上下板车时的擦伤”的说法。之后，车主张女士提出要求4S店将车辆轮胎、轮毂更换回原厂件，另外赔偿5万元。但4S店拒绝这一请求，仅赠送保养作为补偿。张女士仍然不服，向法院起诉经销商。2019年4月，最高人民法院司法案例研究院公布二审结果，责令杭州中升之星4S店赔偿车主累计款项近270万元，案件受理费用也由4S店承担。
事发后，多地亦出现奔驰车辆出现问题维权难，或效仿奔驰车主坐引擎盖维权的现象。2019年3月，河南郑州的王女士在郑州之星奔驰4S店购买奔驰C260后，提车不到24小时发生了行驶中方向盘助力系统突然失效的故障，亦遭到维权困难的问题；4月17日，甘肃兰州一位車主效仿西安利之星車主維權行為，坐在蘭州之星奔驰4S店的一輛平治車的引擎蓋上，與店內銷售人員理論維權。该车主称，她以115萬元全款購入一輛平治車，在刚开出2公里后即發生安全氣袋報警，此後安全氣袋報警系統經常提示開啟、關閉，她要求第三方檢測却遭拒绝。
另外，广东省佛山市顺德区亦发生一孕婦在奔驰4S店门口，坐在車頂上维权的事件。該女子指出新車提车后，其發動機出现熄火故障。事件引來民警和救護人員到場戒備，更有警員為她撐傘，最終女子在各方勸告下離開。4月21日，河北沧州利星行奔驰4S店亦发生类似事件。该车主表示她在沧州利星行奔驰4S店提车后，在行驶满三天半和二百公里后发现车上水泵已经报废，要求退车。但4S店提出只能更换水泵，而车主拒绝了这一请求。
针对上述行为，本事件车主家人陈先生（化名）表示“媒体关注后一直怕给大家做了错误的示范，不想看到大家都去爬引擎盖，鼓励车主通过正规程序维权”。
2019年6月，陕西渭南车主王先生在驾驶刚买不到3个月的奔驰新车时，亦发现车辆突然出现漏油的问题。据报道，当年3月王先生在西安利之星汽车有限公司渭南分公司购买了一辆奔驰轿车，在行驶7000多公里后的6月12日出现了疑似漏油的问题。在发现车辆故障后，他与渭南利之星取得联系，承诺可以帮王先生把车拖到西安利之星售后处进行检查维修。但这一提议遭到王先生拒绝，此后双方达成一致，由渭南利之星从西安找人来渭南进行检修。之后，渭南利之星又提出新的解决方案：由4S店出面收购涉事车辆，要求王先生放弃所有诉求。协议中规定相关内容均需保密，一旦有第三方获知事件相关内容，王先生需向对方支付40万元违约金。截至6月22日，王先生与渭南利之星暂时没有达成共识。

### 与购车中收取额外费用有关的事件
在此事件中，车主被要求向西安利之星支付“金融服务费”，同时转入个人微信号，因而引发关注，而这一强制捆绑销售的问题在中国大陆汽车经销商成为常态。受到西安利之星违规收取金融服务费影响，多家保险公司要求暂停承保与按揭贷款车辆相关的车险长期保单，只能按年承保。而之前车险长期保单则以三年期居多。
4月16日，陕西省市场监督管理局决定启动汽车消费领域专项执法行动，对涉嫌欺诈消费、涉嫌强制性消费、涉嫌侵害消费者个人信息等行为进行查处，专项执法行动将历时2个月。4月17日，有媒体报道称“所有在陕西省境内购车被4S店收取过金融服务费的车主，都可找商家协商退费，且退还金融服务费没有时间、品牌限制”。对此，陕西省市场监督管理局称“没有接到任何通知说‘陕西所有车主金融服务费可找商家协商退费’”。
4月25日，奔驰在长沙的经销商湖南仁孚（隶属怡和集团旗下的仁孚行）宣布将金融服务费从3%上涨至6%，但奔驰金融公司回应称“对经销商没制约权限”。